# Croissance exponentielle
Pour les articles homonymes, voir Croissance et Exponentielle.

Comparaison entre une croissance linéaire (en rouge), cubique (en bleu) et exponentielle (en vert)
Croissance linéaire
Croissance cubique
Croissance exponentielle

La croissance exponentielle d'une quantité est son augmentation au fil du temps selon une loi exponentielle. On l'observe quand la dérivée par rapport au temps de cette quantité (c'est-à-dire son taux de variation instantané) est positive et proportionnelle à la quantité elle-même. Dans la langue courante on emploie souvent, mais improprement, le terme « croissance exponentielle » pour qualifier une augmentation simplement accélérée, quand la dérivée est elle-même croissante.
Si la constante de proportionnalité est négative, alors la quantité diminue au fil du temps et on dit qu'elle subit plutôt une décroissance exponentielle. Dans le cas d'un domaine de définition discret à intervalles égaux, on parle également de croissance géométrique ou de décroissance géométrique puisque les valeurs de la fonction forment une progression géométrique.
La formule de la croissance exponentielle d'une variable x au taux de croissance r, au fur et à mesure que le temps t s'écoule par intervalles discrets (c'est-à-dire aux temps entiers 0, 1, 2, 3, ...), est la suivante :
{\displaystyle x_{t}=x_{0}(1+r)^{t}}
où {\displaystyle x_{0}} est la valeur de x au temps 0.

Les bactéries présentent une croissance exponentielle dans des conditions optimales.

La croissance d'une colonie bactérienne est souvent utilisée pour l'illustrer. Une bactérie se divise en deux, chacune d'elles se divisant à son tour pour donner naissance à quatre, puis huit, 16, 32, et ainsi de suite. Le taux d'accroissement ne cesse d'augmenter car il est proportionnel au nombre toujours croissant de bactéries. Une croissance de ce type est observée dans des activités ou des phénomènes de la vie réelle, tels que la propagation d'une infection virale, la croissance d'une dette en raison des intérêts composés et la diffusion de vidéos virales. Dans les cas réels, la croissance exponentielle initiale ne dure souvent pas éternellement, mais finit par se ralentir en raison de limites supérieures causées par des facteurs externes et se transforme en croissance logistique.
Des termes comme "croissance exponentielle" sont parfois interprétés à tort comme "croissance rapide". En effet, quelque chose qui connaît une croissance exponentielle connaît, en fait, une croissance lente au départ,.

## Exemples de croissance exponentielle

### Biologie
- L'augmentation du nombre de micro-organismes (exemple cité ci-dessus) et des organismes ;
- Le nombre de malades du Covid-19 lors de la phase d'expansion de la pandémie de 2020, avant toute mesure pour aplanir la courbe[3],[4] ;

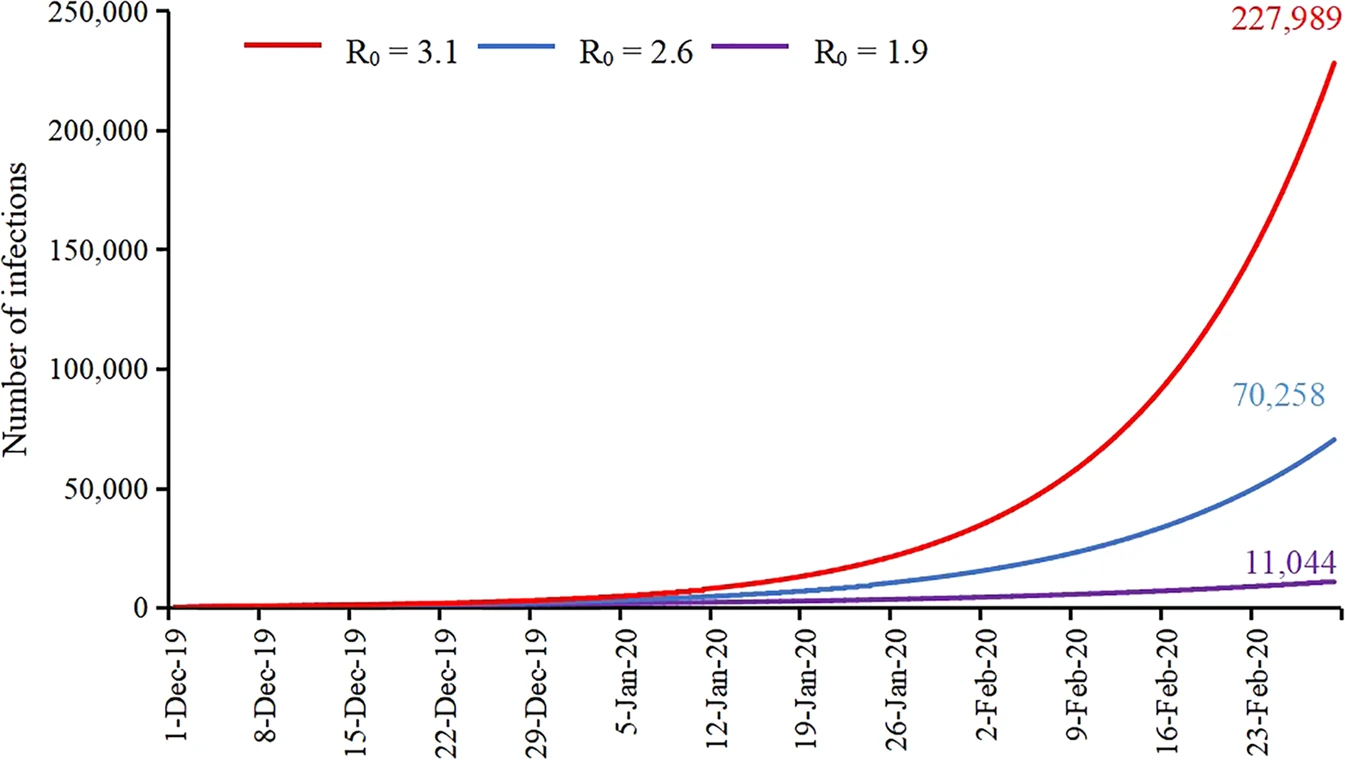
Estimation du nombre de cas de COVID-19 à Wuhan (phase d'expansion) en fonction du taux R0 de reproduction de base

### Physique
- les nouvelles réactions lors des phénomènes de réaction en chaîne.
- Réaction nucléaire en chaîne (concept à l'origine des réacteurs nucléaires et des armes nucléaires). Chaque noyau d'uranium qui subit une fission produit plusieurs neutrons, chacun d'entre eux pouvant être absorbé par des atomes d'uranium adjacents, ce qui entraîne leur fission à leur tour. Si la probabilité d'absorption des neutrons dépasse la probabilité d'échappement des neutrons (fonction de la forme et de la masse de l'uranium), le taux de production des neutrons et des fissions d'uranium induites augmente de façon exponentielle, dans une réaction incontrôlée.

### Économie et Finance
- La croissance d'une dette en raison des intérêts composés
- La croissance économique est exprimée en pourcentage, ce qui implique une croissance exponentielle.
- Les chaînes de Ponzi présentent également ce type de croissance qui se traduit par des profits élevés pour quelques investisseurs initiaux et des pertes pour un grand nombre d'investisseurs.

## Principe
On exprime alors souvent la croissance sous forme d'un pourcentage : une croissance de 10 % par an  signifie que la population est multipliée par 1,1 chaque année. Ainsi, pour une population initiale de 1 000 individus : 
- au bout d'un an, elle passe à 1 100 individus ({\displaystyle 1000\times 1,1}) ;
- au bout de deux ans, elle passe à 1 210 individus ({\displaystyle 1100\times 1,1} ou {\displaystyle 1000\times 1,1\times 1,1} ou {\displaystyle 1000\times 1,1^{2}}) ;
- au bout de 7 ans, elle a quasiment doublé (la partie entière de {\displaystyle 1000\times 1,1^{7}} est {\displaystyle 1948}) ;
- au bout de 100 ans, elle a été multipliée par 13 780 ;
- la formule générale est {\displaystyle Pop_{n}=Pop_{0}\times croissance^{n}} pour estimer la population après n années ayant une population de départ Pop0, et où croissance est le facteur multiplicatif permettant de passer d'une population à la population l'année suivante.

## Croissance exponentielle continue et taux de croissance
Lorsqu'un phénomène de croissance exponentielle est continu, on peut le modéliser au moyen d'une fonction exponentielle
{\displaystyle N(t)=N(0)\mathrm {e} ^{rt}}
où N(t) est le nombre d'individus au temps t, N(0) le nombre d'individus au temps 0, r le taux de croissance intrinsèque (terme utilisé en dynamique des populations) et t le temps, {\displaystyle x\mapsto e^{x}} est la fonction exponentielle classique en mathématique.
Le taux de croissance par unité de temps μ et le taux de croissance intrinsèque r sont liés par la relation :
1 + μ = er.
Par exemple, un phénomène dont la croissance annuelle est de 10% est modélisé
- en modélisation discrète par la suite géométrique : {\displaystyle u_{n}=N_{0}\times 1.1^{n}}
- en modélisation continue par la fonction {\displaystyle F(t)=N_{0}e^{rt}} où t s'exprime en année et où  le taux de croissance intrinsèque est  r = ln (1,1) ≈ 0,0953

Ces deux taux sont parfois confondus,.

## Explosion exponentielle et ses limites

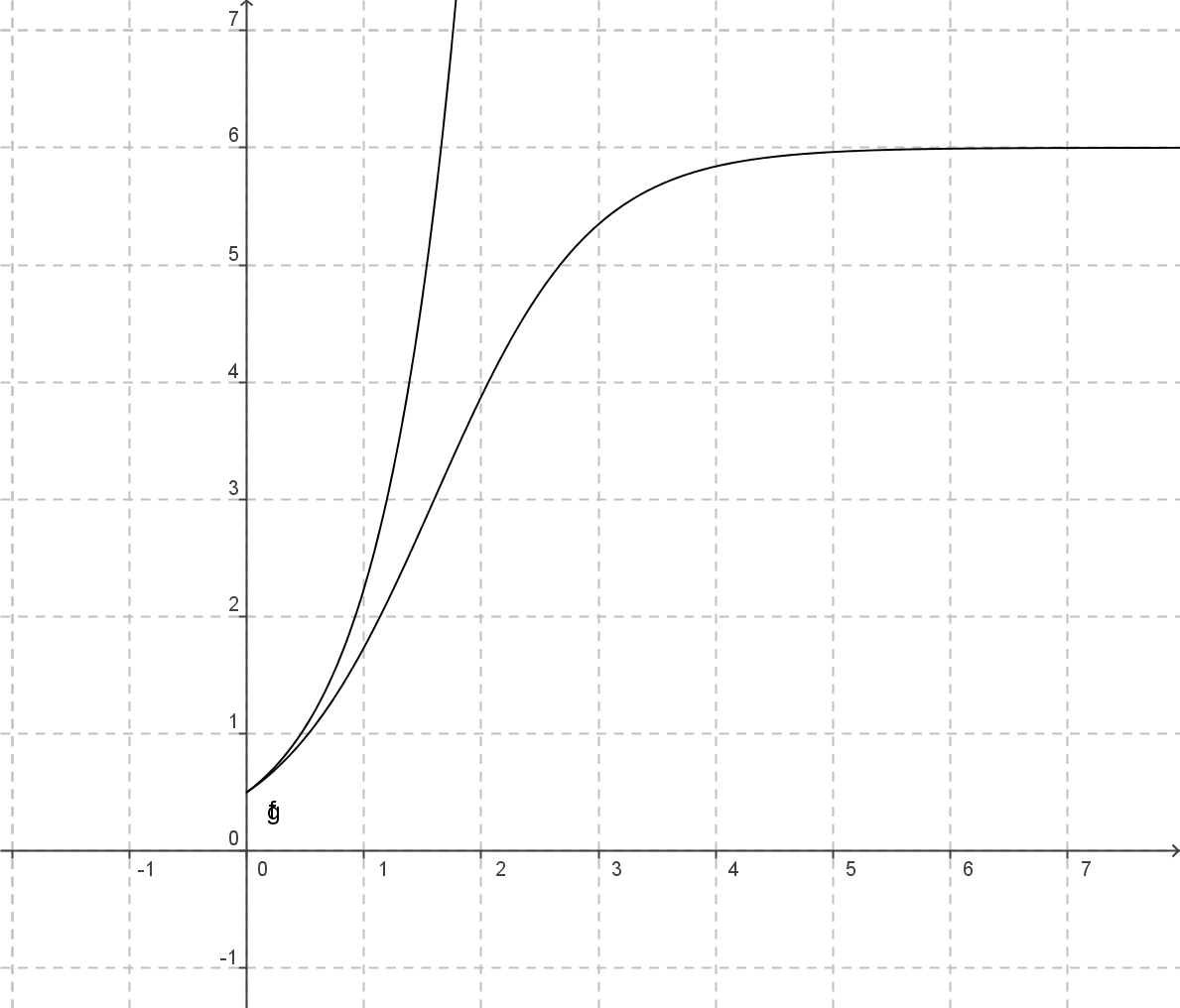
Comparaison entre le modèle de Malthus et le modèle de Verhulst

Avec une croissance exponentielle la taille de la population augmente de plus en plus vite ; on parle de ce fait parfois d'explosion exponentielle. Cela donna lieu au mythe du brahmane Sissa (3 000 ans avant notre ère).
Cette évolution théorique ne résiste donc pas à l'expérience : aucun phénomène ne peut croître indéfiniment car sa croissance est limitée par le milieu dans lequel se trouve la population. Le premier à avoir soulevé un tel problème fut le pasteur Thomas Malthus en 1798 dans son Essai sur le principe de population, bien que ses prévisions sur la croissance de la population humaine ne se soient pas réalisées.
De nos jours, on admet volontiers que le développement de micro-organismes d'une culture microbiologique peut être modélisé sous forme exponentielle pour le début du développement : le premier organisme se divise en deux organismes filles, qui se divisent ensuite chacun pour en former quatre, qui se séparent pour en former huit, et ainsi de suite. Mais les contraintes du milieu (nutriment épuisé ou volume disponible atteint) rendent préférable, par la suite, le choix d'un modèle de Verhulst (1838) qui s'exprime ainsi :
- {\displaystyle {\frac {{\rm {d}}f}{{\rm {d}}t}}=af(b-f)} dans le domaine du continu
- {\displaystyle u_{n+1}=au_{n}(b-u_{n})\,} dans le cas discret

avec tout le caractère chaotique que peut présenter une telle suite logistique.